# Bioaugmentacja
Bioaugmentacja – rodzaj technologii bioremediacji inżynieryjnej in situ - wprowadzenie dodatkowych mikroorganizmów tzw. szczepienie gleby,
W celu przyspieszenia rozkładu zanieczyszczeń stosuje się stymulacje rodzimej mikroflory poprzez wprowadzanie mikrobiologicznych szczepów charakteryzujących się wysokimi zdolnościami adaptacyjnymi, wysoka odpornością, a przede wszystkim wysoką zdolnością do przetworzenia zanieczyszczeń w skażonym środowisku.
Istotniejszym jest aby wprowadzane w ramach augmentacji mikroorganizmy były nieszkodliwe dla człowieka i samego środowiska.

## Mikroorganizmy stosowane w bioaugmentacji
- Mikroorganizmy beztlenowe są w stanie degradować węglowodory, takie jak benzen, etylobenzen, toluen, ksylen oraz naftalen i heksadekan
- Szczepy rodzaju Dechloromonas (β-proteobakterie) całkowicie utleniają benzen w warunkach beztlenowych, wykorzystując azotan jako akceptor elektronów
- Grzyby powodujące białą zgniliznę (Anthracophyllum discolour i Phanerochaete chrysosporium) są zdolne do degradacji pentachlorofenolu,
Jest również możliwość  zastosowania szczepów bakteryjnych stymulujących procesy enzymatyczne, które z kolei poprawiają biodostępność zanieczyszczeń np. WWA czy metali ciężkich. Przykładem takich mikroorganizmów są np. Bacillus megaterium lub też szczepy Pseudomonas aeruginosa UG2, mające zdolność do rozkładu mieszaniny węglowodorów.
Inną metodą oczyszczania jest dodatkowe stosowanie  mikroorganizmów bytujących w strefie korzeniowej lokalnej roślinności. Mikroorganizmy – bakterie, grzyby, które żyją zwykle w przestrzeniach międzykomórkowych tkanek roślin, nie szkodząc roślinie, mogą wspomagać oczyszczanie gleb np. z toluenu, fenolu, trichloroetanolu (TCE) i itp. toksycznych substancji.
Wzmacnianie fitoremediacji zanieczyszczonych metalami ciężkimi gleb może  być przeprowadzone również z wykorzystaniem tzw. bakterii promujących wzrost roślin np. szczepy Pseudomonas putida i Pseudomonas fluorescens są odporne na zanieczyszczenia kadmem i ołowiem i jednocześnie  kumulacją tych związków w nadziemnych częściach rośliny.
Biopreparaty wprowadzone do gleb powinny być aktywne, niezaburzające równowagi w lokalnych ekosystemach. Sporządzenie jednak preparatów na bazie mikroflory autochtonicznej jest długotrwałe i kosztowne.

## Enzymy stosowane w bioaugmentacji
Wydaje się łatwiejszym rozwiązaniem wykorzystanie nie tyle pełnego metabolizmu mikroorganizmów, ale samych enzymów jako posiadających prostszą strukturę niż całe organizmy.
Do tego typu enzymów bakteryjnych można zaliczyć mono- i dioksygenazy, reduktazy, dehalogenazy czy monooksygenaza cytochromu P-450.
- liazy, monooksygenazy, dioksygenazy - bioremediacja gleb z pozostałości pestycydów.
- peroksydazy- oczyszczanie gleby z zanieczyszczeń aromatycznych.
- grzyby enzymatyczne np. peroksydaza ligninowa, lakkaza, lipaza - zdolność do rozkładu lignin
- enzymami z klasy hydrolaz zdolne do rozkładu tłuszczów
Wykorzystanie enzymów w procesie oczyszczania gleby nie powoduje nagromadzenia toksycznych produktów ubocznych, a same enzymy zostają wykorzystane w następnej fazie przez organizmy bytujące w danym środowisku. Drugą korzyścią jest fakt, że zwiększenie biodostępności zanieczyszczeń jest łatwiej osiągnąć przy wykorzystaniu enzymu niż całych komórek.